# Klimaaftryk
Klimaaftryk (eng. carbon footprint) er et mål for en persons eller begivenheds eller organisations eller produkts samlede direkte eller indirekte udledning af CO2 og andre drivhusgasser, målt i kuldioxid-ækvivalenter. Begrebet, som i dansk sammenhæng først anvendtes i forbindelse med fødevareproduktion, har de senere år fået øget betydning som mål for den påvirkning af Jordens klima, som fremstilling og forbrug af varer og tjenesteydelser medfører. Den grønne omstilling har til formål at begrænse den globale opvarmning til 2° C, som vedtaget i Paris-aftalen i 2015, og de forskellige mål for klimaaftryk gør det muligt at beregne hvorvidt klimamålene bliver nået eller ej. Begrebet klimaaftryk er udsprunget af begrebet økologisk fodaftryk, lanceret i 1990-erne som betegnelse for det areal af jordkloden, som en bestemt befolknings forbrug kræver for at være bæredygtig.
Klimaaftryk styres meget af størrelsen af befolkninger, økonomier og energiforbrug, især inden for produktion og transport, og det er her man hovedsagelig prøver at sætte ind med grøn omstilling. Inden for stålproduktion er det fx siden 1980-erne lykkedes at nedbringe energiforbruget til det halve.

## Definition
På grund af manglende viden eller data om det komplekse samspil af klimarelaterede processer, herunder de naturlige mekanismer som opsuger eller frigiver CO2, er det som oftest svært at lave en præcis beregning af klimaaftrykket. Derfor er følgende definition blevet foreslået:
Med klimaaftryk forstås den totale mængde kuldioxid (CO2) og metan (CH4), som frigives af en nærmere bestemt befolkningsgruppe, system eller handling, med hensyntagen til alle relevante kilder og lagre inden for den pågældende befolkningsgruppes, systems eller handlings rumlige og tidsmæssige grænser; klimaaftryk måles i kuldioxid-ækvivalenter vha det dertil hørende 100-års drivhuspotentiale (GWP100).
Under direkte udledning af drivhusgasser hører fx benzin eller dieselolie til bilen, eller fyringsolie eller fjernvarme til opvarmning af huset, mens den indirekte udledning fx er den energi som er medgået til produktion og transport af de varer man køber.

## Beregning af klimaaftryk
På internettet findes en række hjemmesider til beregning af klimaaftryk, på grundlag af spørgsmål fx vedrørende hvad man spiser, hvordan man transporterer sig, hvordan ens hjem er indrettet, hvordan man køber ind, hvad man laver i sin fritid osv. De forskellige beregnere kommer ofte med afvigende resultater, som tegn på at beregning af klimaaftryk er behæftet med stor usikkerhed. Usikkerheden går fx på, hvordan man ved klimaaftrykket fra elektriske apparater skal medregne energiforbrug ved produktion, forsendelse og tidligere teknologi brugt ved fremstillingen. Det er vigtigt at holde sig disse usikkerheder for øje, især da disse beregnere er meget udbredte.
Der findes en ISO-standard, kaldet ISO 14040:2006, som bl.a. er beregnet til at lave Livscyklusvurdering (LCA).

### Transport
- Klimaaftryksberegner fra Carbon Footprint
- Svensk klimaaftryksberegner til ferierejsen (klimatsmartsemester.se)
- Tysk klimaaftryksberegner til flyrejser m.m. (atmosfair.de)

### Fødevarer
- Den store klimadatabase, udgivet af Concito
- Notat vedrørende fødevarernes klimaaftryk, Aarhus Universitet, Det Jordbrugsvidenskabelige Fakultet, Institut for Jordbrugsproduktion og Miljø, 6. oktober 2008
- Tabel over forskellige fødevarers klimaaftryk, DCA – Nationalt Center for Fødevarer og Jordbrug, 11. februar 2016